# Johan Grönberg
Johan Grönberg, född 22 juni 1887 i Stockholm, död 10 augusti 1974, var en svensk sjöofficer och företagsledare.
Grönberg blev kapten i svenska flottan 1917, övergick till reserven 1920 och fick avsked 1942. Han blev verkställande direktör för Halda AB 1920, var VD för Nordiska kullager AB 1921-1926, och för Amsterdam Maatschappij tot Beheer van Binnenlandsche en Buitenlandsche Fondsen 1926-1929. Grönberg arbetade därefter i Ivar Kreugers företag som VD för tändsticksmonopolet i Rumänien 1929-1930. I september 1930 blev han verkställande direktör för L.M. Ericsson, där Kreuger hade stora ägarintressen. Under Grönbergs VD-period genomförde Kreuger diverse finansiella operationer som involverade Ericsson utan att Grönberg var fullt insatt i vad som skedde, vilket ledde till en likviditetskris i Ericsson som var akut vid tiden för Kreugers dödsfall 1932. Dessutom hade Kreuger sålt röstmajoriteten i Ericsson till konkurrenten International Telephone & Telegraph. I september 1932 ställde Marcus Wallenberg som krav att Grönberg skulle avgå som VD för att Stockholms Enskilda Bank skulle ställa upp med ekonomiska medel för att rekonstruera Ericsson, eftersom man saknade förtroende för hans sätt att sköta jobbet. Istället sattes den dåvarande VD:n för Bofors, Hans Theobald Holm, in på posten efter krav från Wallenberg. Holm ansågs kunna leda och rationalisera företag, även om han inte hade någon erfarenhet från telekommunikationsbranschen.
Vissa i styrelsen ansåg dock att Grönberg inte personligen hade någon skuld i företagets problem, och han fick därför fortsätta att arbeta på andra poster inom Ericsson-koncernen fram till 1958, först i Frankrike och 1939-1958 som VD för dotterbolaget L M Ericssons kassaregister AB, som senare döptes om till Svenska Dataregister AB.